# Maison Stark
 (août 2024).
La mise en forme du texte ne suit pas les recommandations de Wikipédia : il faut le « wikifier ».
Les points d'amélioration suivants sont les cas les plus fréquents. Le détail des points à revoir est peut-être précisé sur la page de discussion.
- Les titres sont pré-formatés par le logiciel. Ils ne sont ni en capitales, ni en gras.
- Le texte ne doit pas être écrit en capitales (les noms de famille non plus), ni en gras, ni en italique, ni en « petit »…
- Le gras n'est utilisé que pour surligner le titre de l'article dans l'introduction, une seule fois.
- L'italique est rarement utilisé : mots en langue étrangère, titres d'œuvres, noms de bateaux, etc.
- Les citations ne sont pas en italique mais en corps de texte normal. Elles sont entourées par des guillemets français : « et ».
- Les listes à puces sont à éviter, des paragraphes rédigés étant largement préférés. Les tableaux sont à réserver à la présentation de données structurées (résultats, etc.).
- Les appels de note de bas de page (petits chiffres en exposant, introduits par l'outil «  Source ») sont à placer entre la fin de phrase et le point final[comme ça].
- Les liens internes (vers d'autres articles de Wikipédia) sont à choisir avec parcimonie. Créez des liens vers des articles approfondissant le sujet. Les termes génériques sans rapport avec le sujet sont à éviter, ainsi que les répétitions de liens vers un même terme.
- Les liens externes sont à placer uniquement dans une section « Liens externes », à la fin de l'article. Ces liens sont à choisir avec parcimonie suivant les règles définies. Si un lien sert de source à l'article, son insertion dans le texte est à faire par les notes de bas de page.
- La présentation des références doit suivre les conventions bibliographiques. Il est recommandé d'utiliser les modèles {{Ouvrage}}, {{Chapitre}}, {{Article}}, {{Lien web}} et/ou {{Bibliographie}}. Le mode d'édition visuel peut mettre en forme automatiquement les références.
- Insérer une infobox (cadre d'informations à droite) n'est pas obligatoire pour parachever la mise en page.

Pour une aide détaillée, merci de consulter Aide:Wikification.
Si vous pensez que ces points ont été résolus, vous pouvez retirer ce bandeau et améliorer la mise en forme d'un autre article.
 (août 2024).
La maison Stark est l'une des principales maisons de l'univers créé par George R. R. Martin, elle apparaît dans la série de livres Le Trône de fer et le roman Feu et Sang, ainsi que les adaptations télévisuelles Game of Thrones et House of the Dragon. Elle constitue l'une des plus anciennes familles de Westeros et tire ses origines parmi le peuple des Premiers Hommes. Selon les légendes, la maison Stark aurait été fondée peu de temps après la Longue Nuit par Brandon le Bâtisseur. Pendant les siècles qui suivent, les Stark unifient progressivement le Nord et porte le titre de roi du Nord jusqu'à la conquête d'Aegon le Conquérant. Leur blason représente un loup-garou sur fond gris : « D'argent au loup de fer ».

## Histoire
La maison Stark a pour particularité qu'elle constitue le plus ancien royaume de Westeros et dont elle conserva le titre de roi du Nord pendant près de 8 000 ans, de la Longue Nuit jusqu'à la Conquête d'Aegon. Appuyant leur puissance depuis leur forteresse de Winterfell, les Stark annexèrent progressivement les différents royaumes nordiens et chassèrent les derniers Enfants de la forêt et Géants. Soumettant petit à petit leurs rivaux, les Stark eurent néanmoins plus de difficultés pour soumettre la famille Bolton qui constituait leur principale menace à l'unification du Nord. Une fois le Nord complètement unifié, les Stark durent faire face aux raids des Fer-Nés, dont ils repoussèrent les attaques, ainsi que l'invasion des Andals sur l'ensemble de Westeros. Contrairement aux autres royaumes, les Andals ne parvinrent pas à s'installer durablement dans le Nord, ce qui permit aux Nordiens de conserver leur culture et la religion des Anciens Dieux.
Lors de la conquête des Sept Couronnes par Aegon Targaryen, le roi du Nord Torrhen Stark rassembla son armée pour faire face à l'armée d'Aegon qui était une fois et demi plus nombreuse que la sienne et accompagnée de trois dragons. Voyant qu'il ne pouvait pas gagner contre les Targaryen, Torrhen Stark choisit de ployer le genou devant Aegon, sacrifiant ainsi son honneur pour sauver son peuple. Aegon étant magnanime, il accepta la soumission de Torrhen Stark et le nomma Gouverneur du Nord, devenant ainsi le vassal du roi des Sept Couronnes.

## Membres

### Rois du Nord

#### Brandon le Bâtisseur
Fondateur légendaire de la maison Stark et premier roi de l'Hiver. Prétendu descendant de Garth Mainverte, il fonde la maison Stark après la Longue Nuit près de 8 000 ans avant la Conquête. Il est principalement connu pour avoir fait construire parmi les plus grands édifices de Westeros. C'est notamment à lui qu'on attribut la construction du Mur, des forteresses de Winterfell et d'Acalmie ainsi que de la Grande-Tour de Villevieille. Il est probable qu'il s'agisse de plusieurs individus rassemblés en un seul.

#### Brandon le Briseur
Roi de l'Hiver semi-légendaire de la maison Stark. Pendant son règne, il s'allie avec Joramund le roi d'au-delà du Mur pour défaire le 13e lord Commandant de la Garde de Nuit, ce dernier s'étant auto-proclamé roi de la Nuit après avoir épousé une femme Marcheur blanc.

#### Jon Stark
Roi de l'Hiver pendant l'Âge des Héros. Il passe son règne à repousser les attaques d'esclavagistes venant d'Essos, ce qui le pousse à construire la forteresse de l'Antre du Loup pour protéger les côtes du Nord.

#### Rickard le Loup Rieur
Fils de Jon Stark et roi de l'Hiver pendant l'Âge des Héros. Il conquiert la région du Neck avant de tuer le roi des Paluds et d'épouser ensuite sa fille.

#### Theon le Loup Affamé
Premier membre connu de la maison Stark portant le titre de roi du Nord. C'est pendant son règne qu'on lieu les premières incursions andales dans le Nord. Guerrier émérite, il s'allie avec ses rivaux Bolton pour repousser les Andals du Nord lors de la bataille de la Larmoyante. Par la suite, Theon Stark lance une expédition punitive à Andalos où il pille plusieurs villages et septuaires. Plus tard, il conquiert brièvement l'archipel des Trois Sœurs, repousse les Fer-Nés de certaines îles du Nord et écrase les incursions des Sauvageons. Il tient son surnom en raison de ses nombreuses guerres.

#### Rodrick Stark
Il reprend l'Île-aux-Ours aux Fer-Nés puis attribut ce fief à la maison Mormont.

#### Edrick Barbeneige
Roi du Nord qui régna pendant une centaine d'années, faisant de lui le roi du Nord qui a gouverné le plus longtemps. Atteint de sénilité à la fin de son règne, ses nombreux descendants s'affrontent pour le pouvoir tandis que le royaume est assailli de toute part entre les Fer-Nés, les Bolton et les esclavagistes, ces derniers parvenant même à prendre la forteresse de l'Antre du Loup.

#### Brandon Yeux de Glace
Arrière-petit-fils d'Edrick Stark, il reprend l'Antre du Loup aux esclavagistes qu'il offre ensuite en sacrifice aux Anciens Dieux.

#### BrandonIX
Il conquiert l'île de Skagos aux Fer-Nés puis leur interdit de prendre la mer et de constituer une nouvelle flotte.

#### Harlon Stark
Roi du Nord près de 300 ans avant la Conquête. Il mate la dernière grande révolte des Bolton après avoir assiégé Fort-Terreur pendant deux années.

#### Brandon le Caréneur
Roi du Nord, il disparait dans la mer du Crépuscule, son corps n'est jamais retrouvé.

#### Brandon l'Incendiaire
Fils de Brandon le Caréneur, il fait brûler l'ensemble de la flotte Stark lors des funérailles de son père.

#### Torrhen le Roi qui ploya le genou
Dernier roi du Nord avant la conquête d'Aegon Targaryen. Apprenant en -2 avC l'arrivée de l'ost targaryenne après les victoires d'Aegon Ier sur les maisons Durrandon, Chenu, Lannister et Jardinier, Torrhen Stark décide de rassembler son armée en vue d'un affrontement mais il met une année entière pour masser ses forces. Une fois son armée de 30 000 hommes arrivée à l'embouchure du fleuve Trident, Torrhen Stark découvre que l'ost d'Aegon surpasse la sienne en termes de nombre, d'autant plus qu'Aegon est accompagné de ses trois dragons. La veille de l'affrontement, plusieurs de ses vassaux proposent d'attaquer l'armée ennemie pendant la nuit tandis que le demi-frère bâtard de Torrhen préconise d'assassiner Aegon et ses dragons dans leurs sommeils. Torrhen Stark choisit finalement de ployer le genou devant Aegon et de lui offrir sa couronne, sacrifiant ainsi son honneur pour éviter la mort de ses hommes. En réponse, Aegon lui retire son titre de roi du Nord et le nomme gouverneur du Nord. Pendant les années qui suivent, Torrhen Stark agit en bon vassal et participe notamment à la campagne de soumission des Îles de Fer.

#### Robb Stark
Interprété par Richard Madden
Fils ainé d'Eddard Stark et de Catelyn Tully.

### Gouverneurs du Nord

#### Brandon Stark
Gouverneur du Nord au début du règne de Jaehaerys Ier. Durant l'année 49 apC, il se rend à Port-Réal avec ses fils Walton et Alaric pour assister au mariage de la reine douairière Alyssa Velaryon et de la Main du Roi Rogar Baratheon. Invité à s'entretenir avec le jeune roi pendant ces festivités, Brandon Stark prétend par la suite avoir vu en Jaehaerys l'étoffe d'un grand roi. Brandon Stark meurt de vieillesse peu de temps après son retour à Winterfell.

#### Walton Stark
Fils ainé de Brandon Stark, il succède à son père en 49 apC. Pendant l'année 50 apC, il se rend au Mur pour mater une révolte des frères jurés de la Garde de Nuit menée par Olyver Bracken et Raymund Mallery. Walton Stark reprend ensuite la forteresse de La Givrée et fait décapiter Olyver Bracken. Poursuivant les derniers rebelles au nord du Mur, le gouverneur du Nord est cependant pris en embuscade par des géants, un affrontement pendant lequel il meurt démembré.

#### Alaric Stark
Deuxième fils de Brandon Stark, il succède à son frère ainé en 50 apC. D'un caractère froid et sévère, il accède au pouvoir après la mort de son frère et dont il reproche le roi Jaehaerys Ier d'en être indirectement le responsable. En 54 apC, son nom est brièvement mentionné pour devenir la nouvelle Main du Roi mais sa candidature est rapidement écartée en raison de son caractère obstiné et sévère. En 58 apC, il reçoit la visite de la reine Alysanne Targaryen mais le gouverneur du Nord lui offre un accueil glacial en raison de l'absence du roi. Pourtant, la reine Alysanne parvient à s'entendre avec Alaric et réussit même à lui faire céder une portion de ses terres au profit de la Garde de Nuit. Alaric Stark conserve cependant une forte rancune envers le roi. Il meurt finalement en 72 apC.

#### Edric Stark
Petit-fils d'Alaric Stark, il occupe la charge de gouverneur du Nord de 72 apC à 101 apC.

#### Ellard Stark
Fils d'Edric Stark, il devient gouverneur du Nord en 101 apC. Bien qu'il soit un vassal loyal, il conserve un certaine rancœur envers la famille royale après que sa maison ait dû concéder des terres à la Garde de Nuit à la demande de la reine Alysanne Targaryen. La même année, il est convié, tout comme l'ensemble des seigneurs du royaume, à participer au Grand Conseil de 101 visant à désigner l'héritier du roi Jaehaerys Ier. Ellard Stark apporte notamment son soutien à Laenor Velaryon mais c'est finalement Viserys Targaryen qui est désigné comme héritier.

#### Benjen Stark
Fils d'Ellard Stark, il occupe la charge de gouverneur du Nord pendant le règne de Viserys Ier.

#### Rickon Stark
Interprété par David Hounslow.
Sire de Winterfell pendant le règne de Viserys Ier, il meurt en 121 apC et laisse la régence du Nord à son frère Bennard pour le compte de son fils Cregan.

#### Cregan Stark
Interprété par Tom Taylor.
Né en 108 apC, il devient seigneur de Winterfell en 121 apC sous la régence de son oncle Bennard Stark. D'un caractère dure et déterminé, c'est également un homme de parole qui accorde une grande importance à l'honneur. Une fois arrivé à sa majorité en 124 apC, son oncle rechigne à lui laisser le pouvoir, ce qui amène Cregan Stark à faire emprisonner son oncle et ses cousins pour reprendre le contrôle de Winterfell. Par la suite, il épouse Arra Norroit mais celle-ci meurt en 128 apC en donnant naissance à leur fils Rickon. En 129 apC, au début de la Danse des Dragons, il reçoit la visite du prince Jacaerys Velaryon venu sur son dragon Vermax pour s'entretenir avec le gouverneur du Nord afin d'obtenir son soutien pour les prétentions au Trône de Fer de sa mère Rhaenyra Targaryen. Cregan Stark accepte alors de soutenir le camp des Noirs, notamment en arrangeant des fiançailles entre son fils Rickon et la première fille de Jacaerys. Cependant, en raison de l'hiver en cours et de la taille du Nord, Cregan Stark met près d'une année pour rassembler une armée suffisante pour soutenir Rhaenyra. Progressant de plus en plus vers le sud, Cregan Stark refuse pourtant de déposer les armes lorsqu'il apprend la mort de Rhaenyra, dévorée par le dragon de son demi-frère Aegon II. Arrivé à Port-Réal pendant l'année 131 apC, à savoir peu de temps après l'assassinat d'Aegon II, il est accueilli en grande pompe par le jeune roi Aegon III et par la Main du Roi Corlys Velaryon. Bien qu'opposé au camp du défunt Aegon II, Cregan Stark considère que le régicide est un acte particulièrement méprisable et compte bien traduire en justice les individus ayant conspiré contre le roi. Il se fait ainsi nommé Main du Roi, ramène l'ordre à Port-Réal et fait exécuter les traîtres dont Larrys Fort et Corlys Velaryon, ce dernier étant sauvé in extremis par l'intervention d'Alysanne Nerbosc. Une fois son jugement rendu, Cregan Stark prend Alysanne Nerbosc pour épouse et retourne dans le Nord pour exercer son rôle de gouverneur.

#### Jonnel le Borgne
Fils ainé de Cregan Stark et de sa troisième épouse Lynara Stark. Marié à Robyn Ryswell puis à sa nièce Sansa Stark, il meurt sans héritier.

#### Barthogan Noir-Épée
Quatrième fils de Cregan Stark et Lynara Stark. Pendant le règne de Daeron II, il ne rejoint pas les forces royales afin de mater la première rébellion Feunoyr. En effet, le sire de Winterfell était occupé à réprimer la révolte des Piernés de Skagos. La guerre durant plusieurs années, Barthogan Stark trouve la mort pendant le conflit.

#### Brandon Stark
Dernier fils de Cregan Stark et Lynara Stark, il succède à son frère Barthogan pendant le règne de Daeron II.

#### Rodwell Stark
Fils ainé de Brandon Stark et Alys Karstark, il épouse Myriame Manderly.

#### Beron Stark
Fils de Rodwell Stark, il devient sire de Winterfell pendant le règne d'Aerys Ier. Pendant son règne, le Nord se retrouve constamment attaqué par les Fer-Nés de Dagon Greyjoy. Devant l'incapacité du roi à réagir, Beron Stark s'allie avec la maison Lannister pour repousser les raids.

#### Donnor Stark
Fils de Beron Stark et Lorra Royce.

#### William Stark
Deuxième fils de Beron Stark et de Lorra Royce. En 226 apC, il affronte une incursion des Sauvageons menés par Raymun Barberouge. Accompagné du seigneur Omble, il combat les Sauvageons lors de la bataille de Lonlac. Il trouve la mort pendant cette même bataille tandis que son frère Artos Stark tue le roi d'au-delà du Mur.

#### Edwyle Stark
Fils de William Stark et de Melantha Nerbosc. Il devient gouverneur du Nord en 226 apC et épouse Marna Lock avec laquelle ils ont un seul fils.

#### Rickard Stark
Fils unique d'Edwyle Stark et de Marna Lock, il exerce la charge de gouverneur du Nord pendant la deuxième moitié du IIIe siècle apC. De son mariage avec Lyarra Stark il a 4 enfants, Brandon en 262 apC, Eddard en 263 apC, Lyanna en 267 apC et Benjen en 267 apC. En 271 apC, il envoie dans le Val son fils cadet Eddard en tant que pupille du seigneur Jon Arryn. Pendant son règne, Rickard Stark organise plusieurs alliances matrimoniales pour ses enfants en fiançant son fils Brandon avec Catelyn Tully en 276 apC et sa fille Lyanna avec Robert Baratheon en 281 apC. En 282 apC, lorsqu'il apprend le prétendu kidnapping de sa fille Lyanna par le prince héritier Rhaegar Targaryen, lord Rickard Stark se rend à Port-Réal avec son fils Brandon pour demander des explications auprès du roi Aerys II. Une fois arrivé à la capitale, il exige qu'un duel judiciaire soit rendu et que sa fille lui soit restituée. En réponse, et dans un accès de folie, le roi Aerys II le fait bruler vif dans la salle du trône tandis que son fils Brandon meurt en s'étranglant lui-même en essayant de sauver son père.

#### Eddard Stark
Interprété par Sean Bean.
Fils cadet de Rickard et Lyarra Stark. N'étant pas destiné à gouverner, son père l'envoie en 271 apC dans le Val à l'âge de 11 ans afin qu'il devienne le pupille de lord Jon Arryn. Pendant cette période, le jeune Eddard se lie d'une profonde amitié avec le jeune Robert Baratheon, l'autre pupille de Jon Arryn et héritier de la maison Baratheon. Bien des années plus tard en 282 apC, Eddard Stark apprend la nouvelle de l'enlèvement de sa sœur Lyanna par Rhaegar Targaryen ainsi que l'exécution de son père et de son frère. Jon Arryn ayant reçu une lettre lui intimant l'ordre d'exécuter les jeunes Eddard et Robert, celui-ci refuse d'obéir et les trois seigneurs décident alors de se soulever contre le roi Aerys II. Revenu au Nord, Eddard Stark convoque son ost et lance ainsi ses armée en direction du sud. En chemin, il épouse Catelyn Tully, qui était promise à son frère Brandon, ralliant ainsi la maison Tully à la rébellion de Robert. Atteignant finalement Port-Réal après une série de victoires, Eddard reste néanmoins choqué quand il apprend la mise à sac de la ville par les armées de Tywin Lannister. Une fois Robert couronné roi, Eddard se rend à Dorne avec une petite troupe afin de libérer sa sœur Lyanna, prétendue emprisonnée dans la Tour de la Joie. Il y découvre alors à sa grande surprise que sa sœur était en réalité l'amante de Rhaegar et qu'elle vient d'accoucher de son fils. Assistant à la mort en couche de Lyanna, Eddard promet à sa sœur de protéger son neveu en le faisant passer pour son fils bâtard qu'il nomme Jon Snow. De retour dans le Nord avec le jeune Jon, il passe les années suivantes à administrer ses terres et a plusieurs enfants de son mariage avec Catelyn, dont Robb, Sansa, Arya, Bran et Rickon. En 289 apC, Eddard Stark participe à la répression de la rébellion Greyjoy et ramène à Winterfell le jeune Theon Greyjoy, le dernier fils survivant de Balon Greyjoy. En 298 apC, il apprend via une lettre que son mentor Jon Arryn est décédé et reçoit peu de temps après la visite à Winterfell de son ami le roi Robert. En effet, le roi lui propose alors de fiancer son fils Joffrey avec sa fille Sansa ainsi que de lui offrir le poste de Main du Roi. Eddard accepte alors la proposition car il soupçonne que Jon Arryn aurait été assassiné et qu'il souhaite découvrir la vérité. Une fois à Port-Réal, Eddard Stark se retrouve mêlé à de nombreuses intrigues où il finit par découvrir que le prince Joffrey n'est en réalité pas le fils de Robert Baratheon mais est issu de la relation incestueuse entre la reine Cersei Lannister et son frère Jaime. Cependant, le roi meurt peu de temps après et fait arrêter le sire de Winterfell après que celui-ci ait tenté de reprendre le contrôle du trône à Cersei. Emmené quelques jours plus tard devant la foule, Eddard est contraint de confesser des faux crimes pour éviter la mort. Néanmoins, le roi Joffrey fait peu cas de cette confession et ordonne la mise à mort d'Eddard pour trahison. Le sire de Winterfell est alors décapité par sa propre épée sous les yeux de ses filles Arya et Sansa.

### Autres

#### Catelyn Stark
Interprétée par Michelle Fairley
Épouse d'Eddard Stark et mère de Robb, Sansa, Arya, Bran et Rickon. Dame de Winterfell puis reine douairière du Nord. 

#### Jon Snow
Interprété par Kit Harington
Officiellement fils bâtard d'Eddard Stark, en réalité fils de Lyanna Stark et Rhaegar Targaryen. Membre de la Garde de Nuit puis Lord Commandant. Roi du Nord et prince héritier du royaume des Sept Couronnes.

#### Sansa Stark
Interprétée par Sophie Turner
Fille ainée d'Eddard Stark et Catelyn Stark. Dame de Winterfell puis reine du Nord.

#### Arya Stark
Interprétée par Maisie Williams
Fille cadette d'Eddard Stark et Catelyn Stark. Membre de l'ordre des Sans-Visages. 

#### Bran Stark
Interprété par Isaac Hempstead-Wright
Fils cadet d'Eddard Stark et Catelyn Stark. Corneille à Trois Yeux et premier roi des Six Couronnes.

#### Rickon Stark
Interprété par Art Parkinson
Fils benjamin d'Eddard Stark et Catelyn Stark.

#### Benjen Stark
Interprété Joseph Mawle
Frère d'Eddard Stark et Premier Patrouilleur de la Garde de Nuit.

## Vassaux
- Maison Bolton: siège (Fort-Terreur), blason (un écorché rouge sur fond bleu)
- Maison Burley: siège (aucun), blason (un couteau blanc sur une pile bleue, sur fond blanc)
- Maison Cerwyn: siège (Castel-Cerwyn), blason (une hache noire sur fond argenté)
- Maison Corbois: siège (Corbois), blason (un orignac brun aux bois noirs sur fond tango)
- Maison Dustin: siège (La Tertrée), blason (deux haches rouillées aux manches noirs croisées, une couronne noire entre leurs pointes, sur fond jaune)
- Maison Glover: siège (Motte-la-Forêt), blason (un poing ganté d'argent sur fond écarlate)
- Maison Flint: siège (Pouce-Flint), blason (une main gris-pierre sur un pairle sur fond palé de noir et de gris)
- Maison Harclay: siège (aucun), blason (trois lunes bleues, croissante, pleine et décroissante sur une bande blanche, sur fond bleu)
- Maison Karstark: siège (Karhold), blason (une échappée blanche sur fond noir)
- Maison Knott: siège (aucun), blason (un fretté marron sur fond blanc)
- Maison Locke: siège (Châteauvieux), blason (des clés en bronze, croisées sur un pal blanc, sur fond violet)
- Maison Magnar: siège (Kingshouse), blason (un homard vert tenant un harpon noir, sur fond blanc)
- Maison Manderly: siège (Blancport), blason (un triton blanc, aux cheveux, barbe et queue verts, un trident noir à la main, sur champ bleu-vert)
- Maison Mormont: siège (Île-aux-Ours), blason (un ours noir sur fond vert)
- Maison Norroit: siège (aucun), blason (six chardons vers de composition 3-2-1, sur fond jaune)
- Maison Omble: siège (Âtre-les-Confins), blason (un géant enchainé sur fond rouge)
- Maison Reed: siège (Fort-Griseaux), blason (un lézard-lion noir sur fond vert)
- Maison Rhamp: siège (Deepdown), blason (un pointé de flammes sur fond noir)
- Maison Ryswell: siège (les Rus), blason (une tête de cheval noir à la crinière rouge, sur fond de bronze engrêlé de noir)
- Maison Tallhart: siège (Quart-Torrhen), blason (trois sapins sur fond brun)